# La Rouge-Minière
La Rouge-Minière appelée aussi Rouge-Minière (en wallon : Rodje Minîre) est un hameau du village de Ferrières en province de Liège (Belgique). Avant la fusion des communes, le hameau faisait déjà partie de la commune de Ferrières.

## Étymologie
Les exploitations du minerai de fer autrefois très répandues dans la région sont à l'origine du nom de la localité, rouge étant la couleur du sol ardennais.

## Situation et description
Le petit village presque totalement entouré de bois (le bois de Xhoris) s'accroche aux pentes des vallées formées par les ruisseaux du Pouhon et de la Velle. Il se situe à trois kilomètres du centre de Ferrières et se trouve entre les hameaux de Grimonster, de Saint-Roch et de Ferot. 
Le hameau compte une chapelle, une petite place arborée et, côté hébergement, des chambres d'hôtes. 
Le sentier de grande randonnée GR 576 traverse le village.

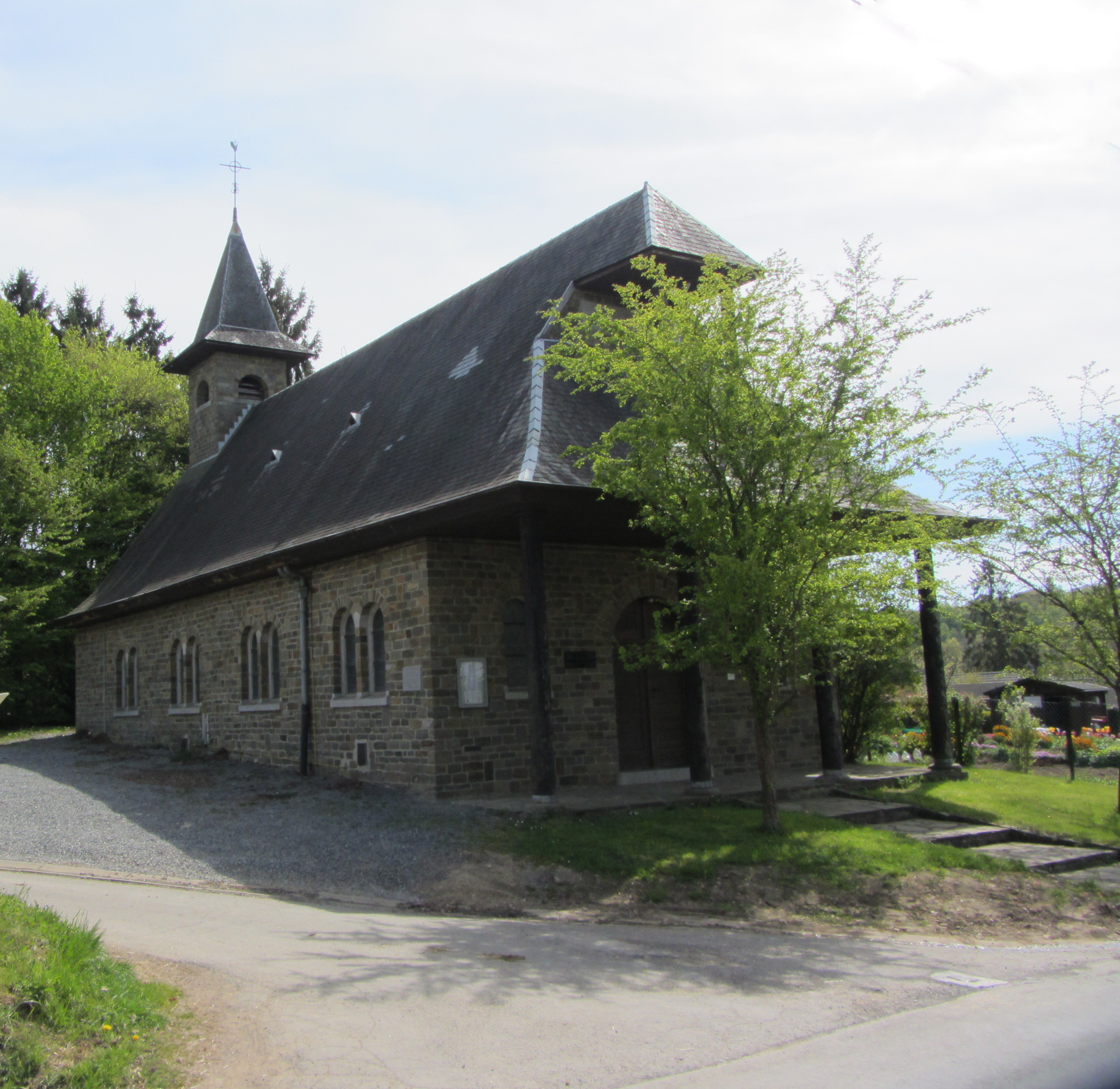
La chapelle de Rouge-Minière

## Historique
Ce hameau et sa chapelle sont étroitement liés à la famille Hakin (Joseph, Alphonse et Victor Hakin) qui, durant la Seconde Guerre mondiale offrit le terrain pour sa construction. Les habitants de Rouge-Minière eux-mêmes se sont mobilisés pour trouver l’argent nécessaire à la construction.
En 1942, des bénévoles du village, après leur journée de travail, terrassent, charrient, taillent...  La construction proprement dite débute en février 1943 et est assurée par des corps de métier du village. C’est notamment le gendre de la famille, Hubert Brévers (charpentier de métier) qui réalisera la charpente. Le 6 août 1944 la chapelle est inaugurée. 
L’abbé Joseph Hakin (ancien vicaire de Ans-Plateau et de Saint-Barthélemy, ancien curé de Forges-Marchin et de Herstal-Saint-Lambert) quitta sa paroisse de Herstal en 1947 pour revenir dans sa famille à Rouge Minière et animer ce bout de paroisse de 1947 à 1954, année de sa mort. C’est à lui que l’on doit l’adjonction de la sacristie, l’achat d’une cloche, le placement des vitraux, l’acquisition d’un ostensoir.

## Patrimoine
Sur la place du hameau, entourée de deux marronniers, la fontaine datée de 1832 est composée d'une importante pièce quadrangulaire en pierre calcaire comprenant un cartouche avec l'inscription : Du a la munificence de Jean Nicolas Fischbach Malacord 1832. Au-dessus, se trouve une vasque et, sur la partie basse, l'arrivée d'eau sort d'une tête de lion. Devant la fontaine, se trouve un bac en pierre bleue récoltant l'eau.
Au croisement de la rue principale et du chemin de la Tannerie, se dresse une croix en fonte ancrée sur un haut socle en pierre calcaire. Cette croix date de 1828.